# Ladis
Ladis è un comune austriaco di 530 abitanti nel distretto di Landeck, in Tirolo. Stazione sciistica, fa parte del comprensorio Serfaus–Fiss–Ladis.